# Sils
Sils és un municipi i vila de la comarca de la Selva. Es troba al fons de la plana selvatana i el seu terç meridional va estar ocupat fins a mitjan segle xix per l'estany de Sils, on abocaven les aigües les rieres de Vallcanera, Caldes, Pins, el Rec Clar i La Torderola.

## Geografia
- Llista de topònims de Sils (Orografia: muntanyes, serres, collades, indrets..; hidrografia: rius, fonts...; edificis: cases, masies, esglésies, etc).

El pla de Sils es troba al fons de la Depressió de la Selva. Aquesta depressió representa l'acabament septentrional del que es coneix per depressió prelitoral catalana, conjunt de terres baixes que separen la serralada Litoral de la Prelitoral, situades a un nivell més baix respecte a elles. Tot el conjunt forma el Sistema Mediterrani. La depressió Prelitoral és articulada des de l'extrem sud-oest al nord-est per les comarques naturals del Camp de Tarragona, el Penedès, el Vallès i la Selva.
| Entitat de població | Habitants (2023) |
| Sils                | 2.972            |
| Vallcanera Parc     | 1.382            |
| les Mallorquines    | 725              |
| les Comes           | 600              |
| King Parc           | 444              |
| les Mallorquines    | 250              |
| Vallcanera          | 79               |
| la Granota          | 67               |
| Massabè             | 58               |
| la Barceloneta      | 47               |
| Font: Idescat       |                  |

King Park és una petita urbanització que pertany al municipi de Sils, i està situada just abans de la divisió municipal amb Vidreres i amb Caldes de Malavella. Té una població de 402 habitants. La urbanització té forma de rectangle i està formada per vuit carrers que la tallen horitzontalment i una avinguda que dona la volta a tota la urbanització. Ocupa l'extrem més oriental de la Granota i de tot el terme municipal de Sils. És l'únic lloc dels Països Catalans on es troba la planta de les asfodelàcies lliri rosa de Sant Bru o purga de pobres (Simethis mattiazzii). Precisament la construcció de la urbanització, al bosc de can Pedrer, n'ha reduït molt el seu hàbitat limitant-lo a una parcel·la sense edificar.
Les Mallorquines és un veïnat a una banda de la carretera de Sils a Santa Coloma de Farners (carretera C-63).

## Demografia
| 1497 | 1515 | 1553 | 1787 | 1887  | 1900  | 1920  | 1950  | 1970  | 2010  | 2024  |
| 55   | 51   | 60   | 585  | 1.316 | 1.221 | 1.351 | 1.586 | 1.923 | 5.356 | 6.720 |

## Política

### Eleccions al Parlament de Catalunya
| Candidatura | Candidatura   | Cap de llista                | Vots  | Regidors | % vots |
| ----------- | ------------- | ---------------------------- | ----- | -------- | ------ |
|             | JxSí          | Raül Romeva                  | 1.512 |          | 47,44  |
|             | C's           | Inés Arrimadas               | 603   |          | 18,92  |
|             | PSC           | Miquel Iceta                 | 290   |          | 9,1    |
|             | CUP-CC        | Antonio Baños i Boncompain   | 258   |          | 8,1    |
|             | CSQP          | Lluís Rabell                 | 215   |          | 6,75   |
|             | PPC           | Xavier García Albiol         | 208   |          | 6,53   |
|             | UDC           | Ramon Espadaler i Parcerisas | 40    |          | 1,26   |
|             | Altres        |                              | 40    |          | 1,25   |
|             | Vots en blanc |                              | 21    |          | 0,66   |
| Total       | Total         | 3.205                        | 3.205 |          |        |

### Ajuntament
L'alcalde ha estat durant tota la democràcia Joaquim Rovira i Planas (CiU). A les eleccions municipals de maig de 2007, el grup IdS-PM va ser la llista més votada, trencant amb la tradicional majoria absoluta de CiU i nomenant com a alcalde a Martí Nogué i Selva, que va repetir càrrec als comicis del 2011 aconseguint la majoria absoluta i passant de 4 a 7 regidors. El 2015, Martí Nogué va tornar a governar en coalició amb ERC i ICV.
Eduard Colomé va guanyar les eleccions el 2019, convertint-se en el tercer alcalde de Sils des de la instauració de la democràcia.

## Educació
- A Sils hi ha una llar d'infants anomenada La Quitxalla. Antigament era privada i s'ubicava al nord del centre del poble, existeix des del 1980. Des de l'any 2009 és pública i es troba a la urbanització de Les Mallorquines.
- Hi ha dues escoles, l'escola Jacint Verdaguer, antigament situada al parc de les escoles velles, davant de l'estanc, Ara estant al costat de la piscina municipal. Fa uns anys, va fer-se l'escola Els Estanys, que actualment té una línia de cada curs fins a Sisè de primària i de moment, està en mòduls prefabricats.
- També hi ha l'Institut de Sils, que està actiu des del 2008. El SES de Sils, és una part que es va separar de l'IES de Santa Coloma de Farners. Actualment, també està en mòduls.

## Llocs d'interès

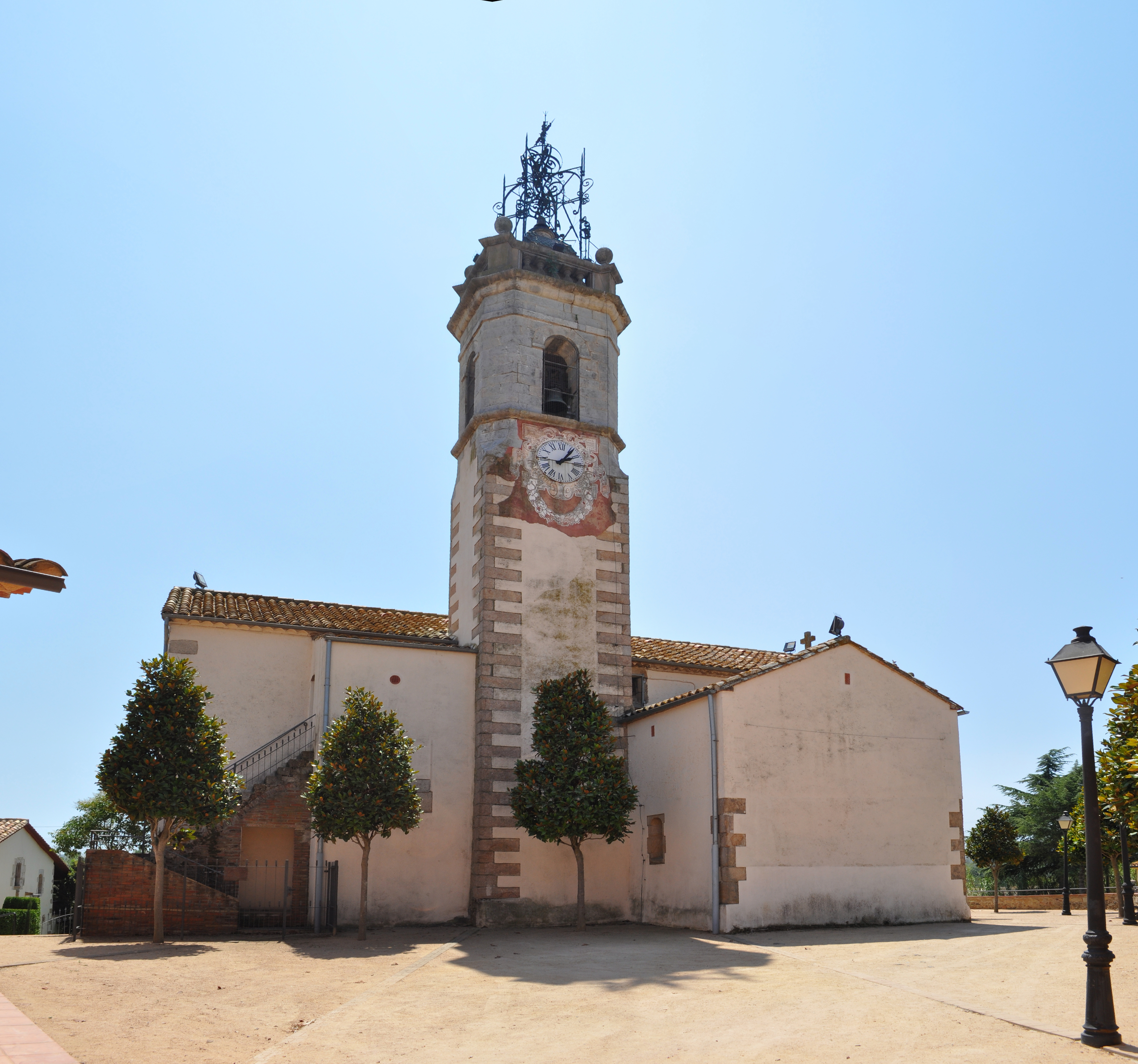
Església de Santa Maria de Sils

- Col·lecció d'Automòbils Salvador Claret, conegut com el Museu de l'Automòbil
- Església de Santa Maria

### Estany
L'estany de Sils és un espai natural protegit d'acord amb la legislació de la Generalitat de Catalunya, i que ha estat proposat per a ser inclòs a la xarxa europea Natura 2000. És el que resta d'una llacuna que fou dessecada en el passat per tal d'obtenir noves terres de conreu i lluitar contra la malària. Tanmateix, gràcies a les condicions d'especial humitat i les inundacions anuals, encara es conserven espècies de flora i fauna característiques de les zones humides. En els darrers segles les àrees d'inundació natural a Catalunya han sofert una important recessió i actualment són escasses a Catalunya. D'altra banda, en un context predominantment mediterrani, la conservació d'espais naturals com l'estany de Sils resulta del màxim interès.

## Festivitats
- El 5 de gener, pels carrers principals: la cavalcada de reis. Aquesta tradició commemora el naixement de Jesús.
- El 17 de març se celebra la festa de les Ofrenes a Vallcanera. També s'anomena Festa del Pa i l'Empenta. La llegenda diu una terrible pedregada va destruir la collita del blat. Des de llavors, es va fer una promesa per prevenir de posteriors adversitats, la promesa va ser, es faria un repartiment de panets de l'església, prèviament beneïts. Com que el repartiment es fa en mig de grans batzegades i empentes, d'aleshores ençà es diu la festa de Pa i l'Empenta.
- El 23 d'abril és la diada de Sant Jordi a Catalunya i a Sils se celebra amb el concurs literari de narració curta, on participen els alumnes de l'escola Jacint Verdaguer i l'Institut de Sils.
- El dimarts de pasqua. El més típic és menjar la Mona, un pastís o una figura de xocolata que abans regalaven els padrins als seus fillols.
- A l'abril se celebra l'aplec de la sardana, una tradició des de fa anys. Els ballarins fan dances de cançons típiques i estan acompanyats per una orquestra.
- El 19 de maig se celebra la fira de Sant Ponç i Sant Isidre, al carrer de l'ajuntament es col·loquen parades d'artesania. Sant Isidre en canvi, fan festes relacionades amb els tractors i altres complements agrícoles.
- El primer cap de setmana de juny. se celebra des de 1978 la Llotja de l'automòbil i la moto antiga, la primera fira mercat dedicada als vehicles àntics i clàssics de les celebrades a la Península Ibérica.
- El segon dissabte de juliol se celebra un sopar gastronòmic, molt conegut pels habitants del poble.
- Al setembre es fa un memorial a Mas Ros i una manifestació sardanística.
- També el mateix mes hi ha la Festa Major de Sils, del dia 23 al 26 de setembre, durant aquests dies es fan activitats per tot el poble, com una festa l'escuma, una disco-mòbil, hi ha sardanes, baixada de carretons, concurs de carabasses.
- L'última setmana de setembre o bé la primera d'octubre es fa un homenatge a la vellesa.
- El 31 d'octubre se celebra la festa de la castanyada. El mateix dia és halloween, i tot i que no és tradició hi ha gent que ho celebra.
- L'1 de novembre és festa perquè se celebra el dia de Tots Sants i el 2 de novembre és el dia dels Fidels Difunts. Els dos dies són de commemoració a la religió catòlica.
- El 25 de desembre és Nadal. És una festa familiar i cadascú ho celebra d'una manera diferent. Al poble, l'Ajuntament decora els carrers principals de Sils amb llums.

## Vies de comunicació
La N-II passa pel terme municipal, així com l'AP-7, que dona accés a la població per la seva sortida 9. Actualment, té una parada de tren de les línies R11 i RG1, amb trens mitjana distància i regionals, operats per renfe, i rodalia operades per la Generalitat de Catalunya. També té autobusos de l'empresa Teisa, que comuniquen Barcelona amb Olot.

## Entitats destacades
- Esbart Dansaire El Cabirol
- La Cuina a Sils